# Rabdophaga porrecta
Rabdophaga porrecta är en tvåvingeart som först beskrevs av Ephraim Porter Felt 1915.  Rabdophaga porrecta ingår i släktet Rabdophaga och familjen gallmyggor.
Artens utbredningsområde är New York. Inga underarter finns listade i Catalogue of Life.